# Arma Plus
Arma Plus es un programa ficticio clandestino que aparece en los cómics estadounidenses publicados por Marvel Comics. Fue creado por Grant Morrison durante su carrera en New X-Men. El propósito del programa es la creación de supersoldados destinados a pelear las guerras del futuro, especialmente una guerra mutante-humana, Arma X, el programa más conocido de la organización, fue originalmente la décima instalación, pero finalmente se ramificó y se convirtió en un programa independiente con propósitos similares. La introducción de Morrison de Arma Plus también arrojó nueva información sobre los orígenes de Arma X, Capitán América y otros supersoldados de Marvel Comics.

## Historia del equipo ficticio
Durante la década de 1940, la existencia de mutantes aún no era conocida por el público en general. Unos pocos individuos estaban al tanto de la llegada del Homo superior y del hecho de que tenían el potencial de reemplazar a los humanos de línea de base como las especies dominantes de la Tierra. Así, Arma Plus fue creado para abordar el llamado problema mutante. Lo que todos los involucrados en Arma Plus desconocían es que su cerebro, John Sublime, era en realidad el cuerpo huésped de una bacteria sensible presente en todas las criaturas vivas del planeta, a excepción de los mutantes, que eran genéticamente inmunes a la infección Sublime.
Las primeras nueve cuotas de Arma Plus fueron parcialmente exitosas. Arma X produjo una serie de agentes, aunque se separó e incluso se opuso a los intereses de Arma Plus. Para evitar que los programas subsidiarios se conviertan en deshonestos, Arma Plus supervisó directamente la creación de las últimas armas vivas que operan en las instalaciones clandestinas de El Mundo, empleando la tecnología Centinela de Bolivar Trask.
A lo largo de las décadas, Arma Plus ha utilizado métodos cada vez más extremos para crear sus supersoldados. Capitán América fue mejorado a niveles humanos máximos. Arma X empleó alteraciones genéticas, lavado de cerebro e implantes de memoria. Las últimas creaciones fueron creadas específicamente para convertirse en armas de caza de mutantes mucho más letales que los Centinelas.
Después de M-Day, la mayoría de la raza mutante se ha vuelto impotente, y los mutantes como raza están al borde de la extinción. Arma Plus aparece de nuevo cuando Sublime intenta usar a las Stepford Cuckoos para eliminar a los mutantes sobrevivientes.

## Programas

### Arma 0
El Proyecto: Renacimiento comenzó como una colaboración entre los eugenistas estadounidenses, británicos y alemanes liderados por los doctores Reinstein y Koch. Cuando comenzó la Segunda Guerra Mundial, Koch se hizo cargo del programa alemán, y Josef Reinstein (Erskine) se trasladó al programa estadounidense.
John Stelee, también conocido como soldado estadounidense, fue un supersoldado de origen desconocido que luchó en la Primera Guerra Mundial. Su cuerpo fue mantenido en estasis por científicos nazis, incluido Abraham Erskine, que buscaba replicar sus habilidades como parte del Proyecto: Nietzche, pero con poco éxito.

### Arma I
Proyecto: Renacimiento, encabezado por el profesor Abraham Erskine (dado el alias Josef Reinstein como identidad de portada) logró producir al Capitán América (Steve Rogers). Sin embargo, Erskine fue asesinado momentos después de que Rogers fuera empoderado con éxito, los refinamientos que introdujo hicieron que el proceso se perdiera con éxito con su muerte. Con su fallecimiento, Koch se hizo cargo del programa estadounidense.
Otros dos temas, Clinton McIntyre, también conocido como Protocide, un experimento fallido que fue colocado en animación suspendida y fue revivido en la era moderna por A.I.M., y el primer experimento mutante designado como Reina parece haber ocurrido antes de que el Suero Supersoldado se probara en Steve Rogers.
Los primeros intentos de recrear la fórmula dieron como resultado supersoldados afroamericanos (principalmente Isaiah Bradley). Trescientos soldados afroamericanos fueron sacados de Camp Cathcart y sometidos a experimentos potencialmente fatales en un lugar no revelado, como se ve en Verdad: Rojo, Blanco y Negro, en un intento por recrear la fórmula del Supersoldado. Solo cinco hombres sobrevivieron a las pruebas originales; Cientos de sujetos de prueba que quedaron en Camp Cathcart y el comandante del campamento fueron ejecutados por soldados estadounidenses en secreto, a las familias de los trescientos se les dijo que habían muerto en la batalla. Isaiah Bradley fue el único sobreviviente.
Aunque hubo muchos intentos posteriores para volver a crear o realizar ingeniería inversa del Proyecto: El renacimiento del suero Supersoldado, ninguno se sabe que han estado involucrados con Arma Plus excepto por el intento que resultó en la creación del hijo de Isaías Bradley, Josías X. Arma Plus considera al Capitán América como su creación más exitosa, a pesar del hecho de que Rogers ha estado en desacuerdo con el gobierno de los Estados Unidos en varias ocasiones. El Proyecto: Renacimiento se convirtió retroactivamente en parte de Arma Plus después de la Segunda Guerra Mundial cuando se formó Arma Plus.

### Arma II
El Arma II experimentó con animales. Grant Morrison dio a entender que estas armas animales eran los cyborgs animales en el cómic We3, no publicado por Marvel.
El Arma II fue capturado más tarde como parte de un grupo de personajes semi-animales que incluyen a Howard el pato, Chica Ardilla, Bestia y Rocket Raccoon. Apareció como una ardilla con el "esqueleto de Adamantium de Wolverine, garras, inteligencia y factor de curación" (aunque sus garras hacen un sonido "SNUKT" en comparación con el "SNIKT" de Wolverine). Arma II también tiene una visera y muchos de los modales de Wolverine.
En Wolverine and Captain America Weapon Plus # 1 (julio de 2019), se da a entender que el equipo Fuerza Bruta, hecho de híbridos animales cyborg, era parte del programa Arma II.

### Arma III
Al igual que las Armas II y IV, se dijo originalmente que las Armas III eran experimentos con animales, sin embargo, esto se confirmó más tarde.
Arma III (Harry Pizer) era un mutante con piel elástica multisensorial. Originalmente un abogado, fue reclutado por el programa Arma Plus para ayudar a proteger a su nación de la Guerra Fría que se aproxima. Se mejoró la durabilidad y elasticidad de su piel. Originalmente trabajó en espionaje, reuniendo inteligencia de los soviéticos.
Finalmente fue enviado a Otro Mundo para recuperar el Orbe de Nigromancia. Sin embargo, fue detenido por Fantomex y, posteriormente, fue castigado por el Cuerpo de Capitán Britania y fue desollado vivo, su piel fue maquinada y utilizada para formar balas sensibles, algunas de las cuales llegaron a ser poseídas por soldados de Genoshan. Sin embargo, sobrevivió y le enseñó a los músculos a funcionar de una manera similar a su antigua piel mutante.
Más tarde trabajó con Black Air y la Hermandad de Mutantes y fue conocido como el Hombre sin piel. Desarrolló un odio hacia Fantomex, a quien culpó por su estado actual. Más tarde asesinó a Fantomex arrancándole el corazón. Más tarde fue asesinado en represalia por Deadpool.

### Armas IV
Se dijo que Armas IV se empleó en varios criminales que eran minorías étnicas como sujetos de prueba. Sin embargo, Arma IV es en realidad el 'Proyecto Sulphur', el proyecto encabezado por Ted Sallis, cuya investigación lo llevó a convertirse en Hombre Cosa.

### Arma V
Originalmente, se creía que el Arma V se había utilizado en personas étnicas, pero luego, durante la guerra de Vietnam, el programa patrocinado por S.H.I.E.L.D. bajo el seudónimo de Sym-soldier usó piezas del antiguo simbionte llamado Grendel y las unió a varios operativos sin discapacidad. para luchar en el conflicto. Sin embargo, el programa se cerró después de que dichos especímenes mejorados se volvieran locos por sus segundas pieles, después de haber sido capturados por Nick Fury y Logan. Cuando el gobierno se hizo con el simbionte Venom, decidieron usarlo como parte de Arma V bajo el nombre de Proyecto Renacimiento 2.0 para crear un nuevo soldado con aumento de simbionte. Unieron el traje al ex veterano Flash Thompson, lo que resultó en la creación del Agente Venom.
Proyecto Renacimiento 2.0 luego es cerrado por el Capitán América.
El proyecto se reanudaría a puerta cerrada bajo la supervisión del director de Arma+, William Junger. Voluntarios suplantadores de una unidad de mercenarios provenientes de Eaglestar International como sujetos de prueba en espera de muestras de simbiontes castrados viroquímicamente. El Klyntar utilizado cortaría deliberadamente su enlace de colmena para que la presencia detrás de su proginador no enloqueciera irrevocablemente a sus anfitriones. Pero nuevamente se congeló cuando Dark Carnage, ungido demiúrgicamente, se lanzó a una matanza, recolectando y cosechando muestras de códice derivadas de Klyntar del proyecto, Mars Team y su supervisor, el Dr. Breen. Quien se ofreció a sí mismo y lo que quedaba de los armeros vestidos de simbiontes en sacrificio voluntario a los elegidos de Knull después de ser corrompido por las muestras de Grendel que había usado en sí mismo.

### Arma VI
Arma VI fue dirigida por el Dr. Noah Burstein y fue responsable de darle a Luke Cage sus poderes.

### Arma VII
Arma VII, también conocido como Proyecto: Cosecha Propia, experimentó con soldados humanos durante la guerra de Vietnam. Algunos de los participantes conocidos que murieron en Proyecto: Cosecha Propia fueron Andrew Perlmutter, Michael Labash, John Walsh, James MacPherson y otros catorce reclutas desconocidos. El único tema conocido de Proyecto: Cosecha Propia fue Nuke, que tenía implantes blindados bajo su epidermis y era adicto a los narcóticos poderosos. Logan, quien luego se convertiría en una de las víctimas de Arma Plus, secuestró a Nuke cuando era niño y supervisó su condicionamiento.
El Arma VII también experimentó con la unión de adamantium, lo que ayudó a crear Cyber.
El Reino Unido también tenía su propia versión de Proyecto: Cosecha Propia, también conocido como Black Budget, que logró crear el equipo conocido como Super Soldados: Dauntless, Gog, Dreadnaught, Revenge, Victory, Invincible, Challenger y algunos supersoldados sin nombre.
La Mercy Corporation, una rama de S.H.I.E.L.D. que trabajó en supersoldados y finalmente se rompió, también tenía su propia unidad de supersoldados, utilizando un suero similar a los derivados anteriores del Suero Supersoldado del Arma I. Sus agentes incluyeron a Jack Reno, Keel, Kyle, el agente Villarosa, el agente Davis y el agente Milo.

### Arma VIII
Armas VIII experimentó con criminales y psicópatas. 

### Arma IX
Arma IX (según el artista Rob Liefeld) originalmente se suponía que era Wade Wilson, también conocido como Deadpool. Más tarde se revela que Arma IX es el proyecto 'Psyche', nada menos que Typhoid Mary.

### Arma X
El programa Arma X experimentó con mutantes, especialmente Wolverine. Más tarde, sin embargo, el Programa Arma X se bifurcó en otros campos, empleando y / o experimentando en una serie de sujetos de prueba como Sabretooth. Finalmente, el programa se cerró y se convirtió en parte del gobierno canadiense conocido como Departamento K. Deadpool, quien fue rechazado por Arma X, fue creado por el Departamento K. The Facility, un proyecto civil con conexiones con el arma militar X programa, al final crearía X-23, un clon femenino de Wolverine creado con material genético recuperado del proyecto original.

### Arma XI
Ningún personaje bajo el título oficial de Arma XI ha sido revelado. Sin embargo; según el artista Rob Liefeld, Arma XI originalmente estaba destinado a ser Garrison Kane, quien se hizo más conocido como simplemente Kane, o confusamente Arma X.

### Arma XII
Arma Plus creó Arma XII (también conocido como Huntsman, nombre real Zona Cluster 6) en las instalaciones de El Mundo en Inglaterra. Fue la primera arma viviente creada utilizando la evolución artificial y la tecnología nanocentinela. El Arma XII fue "accidentalmente" desatado en el Eurotúnel y luchó contra los miembros de Corporación X, Bala de cañón, M, Darkstar, Rictor, Siryn y Hombre Múltiple. El Arma XII fue eliminado por Fantomex con la ayuda de Jean Grey y el Profesor X, pero a costa de la vida de Darkstar. Huntsman fue creado para ser parte de los Super-Centinela, un equipo de caza de mutantes de superhéroes con base en una estación espacial Arma Plus. Este equipo, una creación de John Sublime, estaba destinado a ser un truco publicitario para hacer que el genocidio de mutantes sea mucho más aceptable para el público.

### Arma XIII
Arma Plus creó Arma XIII, también conocido como Fantomex, también en El Mundo Sin embargo, Fantomex se rebeló contra sus creadores. Como en el caso del Arma XII, los poderes de Fantomex se derivan de la tecnología Nano-Centinela.

### Arma XIV
En New X-Men # 154 (mayo de 2004), el último número de Grant Morrison, las quintillizas telepáticas llamadas Stepford Cuckoos se identificaron como Arma XIV. El enlace de Stepford Cuckoos con Arma Plus finalmente se abordó en la miniserie Phoenix: Warsong, escrita por Greg Pak, que explora las historias no resueltas New X-Men y Pak's Phoenix: Ends de Morrison.

### Arma XV
Arma XV, también conocido como Ultimaton, fue diseñado para ser la gran potencia de los Super-Centinelas. Fue asesinado después de que Wolverine destruyera la estación espacial Arma Plus, que fue diseñada como la sede de Super-Centinelas.
Ultimaton resucitó recientemente en El Mundo y Fantomex le encomendó la tarea de custodiar una cámara oculta en la que se encontraba un clon infantil de Apocalipsis creado a partir de una muestra de sangre tomada de la que había sido ejecutada previamente en la Nave Celestial.

### Arma XVI
Arma XVI, también conocida como Allgod, es una "religión viva", un virus que "ataca las reservas de fe". Las personas infectadas por Allgod adoran al mundo y se convierten en esclavos fanáticamente devotos de él. Wolverine, Fantomex y Noh-Varr se unen para cerrar el Mundo (que ahora se ha vuelto sensible), su producción de armas, y Allgod junto con él.

### Arma Infinita
Arma Infinita, también conocido como Proyecto: Deathlok, es la conversión del cyborg de los ciudadanos comunes y luego de todos los superhéroes en el futuro. Los primeros pasos fueron la reanimación de los cadáveres militares, luego la conversión total de los cadáveres en "Deathloks", inspirados en el héroe del mismo nombre. Los Deathloks fueron utilizados para cazar y convertir a todos los héroes del futuro. Proyecto: Deathlok se vio por primera vez en Dark Reign: The List: Wolverine, y luego se desarrolló en el arco final de Wolverine: Arma X. Desde entonces, Uncanny X-Force ha desarrollado el proyecto, revelando que se trata de un Infinito de Armas durante el Arco de la nación, Deathlok.

### Arma Menos
S.H.I.E.L.D. financió a varios científicos para contrarrestar el programa Arma Plus en caso de que se deshiciera. En lo que se denominó explícitamente el programa Arma Menos, uno de estos científicos, cuando a su rama del proyecto le faltaron fondos y materiales, se vio obligado a probar la mezcla resultante del Suero Supersoldado y LSD en sí mismo, el resultado se llamó Doctor Mindbubble, quién tenía la habilidad psíquica de crear universos mentales en miniatura que podían atrapar a casi cualquier persona. Estaba destinado a contrarrestar el Arma VII.

### Proyecto: Solucionador de problemas
Este programa utilizó sustancias ya existentes para crear un nuevo supersoldado. Ellos utilizaron la radiación gamma, la hormona de crecimiento mutante de Bestia, las Partículas Pym y la fórmula Lagarto, lo que resultó en que Todd Ziller se convirtiera en un Kaiju estadounidense.

### Arma H
Una rama del programa Arma X, Arma H fue creada por el Reverendo William Stryker y la Dra. Aliana Alba de la división Batch-H como un cyborg cazador de mutantes infundido con el ADN de Hulk y Wolverine y sometido al mismo proceso de unión de adamantium como Arma X.

### Proyecto Hellfire
El ocultista Padre Pike dirigió el Proyecto Hellfire para vincular al demonio Bagra-ghul con Wolverine recapturado, convirtiéndolo en Hellverine y controlándolo para cazar a otros mutantes.Sin embargo, Hellverine se resiste a su programación y mata a Pike mientras Ghost Rider exorciza a Bagra-ghul de Wolverine y lo sella en piedra.El General Harms se hace cargo del Proyecto Hellfire, quien cambia el programa para revivir a los soldados fallecidos como cyborgs no muertos dándoles energía del fuego del infierno. Sin embargo, cinco de estos soldados, los Hellfire Warriors, rechazan su programación y arrasan la base del Proyecto Hellfire bajo El Pentágono y Washington D. C.

## El Mundo
El Mundo es un laboratorio secreto propiedad del Proyecto Arma Plus, en el que los científicos del programa intentan crear seres humanos superiores que empleen eugenesia, nanotecnología y tecnología de evolución artificial (el tiempo es "artificial" en el mundo y puede congelarse o alterarse de cualquier manera El programa que desean los científicos). La tecnología de tiempo artificial empleada por Arma Plus fue robada de A.I.M. Un nivel bajo de radiación gamma está constantemente presente para producir mutaciones en la población.
El ADN humano de los antepasados de los habitantes en este ambiente artificial se empalmó con microtecnología centinela, lo que significa que ya no son humanos en el significado tradicional de la palabra, ya que se han convertido en una raza de cibergs nativos y mutados, refinados a través de la eugenesia.
Debido a que los científicos tienen un control absoluto sobre el tiempo dentro de El Mundo (según Fantomex, el tiempo es "líquido"), tanto lo congela como lo acelera para que décadas y siglos puedan pasar dentro mientras el tiempo transcurre normalmente en el mundo real, esto se abre a nuevas posibilidades dentro de las áreas de eugenesia e ingeniería genética. Los individuos más prometedores de cada generación se seleccionan mientras que los otros se terminan. También la selección natural en la forma de supervivencia del más apto es posible mediante la exposición de la población a diferentes formas de presión selectiva. De esta manera, las nuevas razas de superhumanos pueden evolucionar en unos pocos meses, en lugar de cientos o miles de años. Medio millón de años en el interior del Mundo representa solo dieciocho meses en el exterior.
Las instalaciones del mundo contienen una población (con su propia religión, historia y cultura) que se hace creer que más allá de los límites del mundo no hay nada, aparte del rock sin fin y los mutantes que vienen a destruirlos. Los que son seleccionados para la terminación creen que hay una recompensa esperándolos en el otro lado. El mundo también está lleno de numerosos experimentos y prototipos de Arma Plus, como los coches-policías humano-animales tecno-orgánicos.
El Mundo se destruyó parcialmente cuando los agentes de A.I.M. atacaron las instalaciones para recuperar la tecnología que Arma Plus les robó. Pronto son asesinados por el Arma XV.
Después de años de estar deshabitado, el propio Mundo, aún en funcionamiento aunque abandonado, se ha vuelto sensible y continúa haciendo Armas súper avanzadas. Wolverine y Noh-Varr se dirigen al mundo para intentar evitar que Norman Osborn lo reclame y sus creaciones como parte de H.A.M.M.E.R. Mientras allí son atacados por un gran ejército de zombis mutantes, pronto se reveló que estaban infectados por el Arma XVI, "Allgod". Noh-Varr es rescatado por Fantomex, que está allí para recuperar el cerebro del mundo y ayudar a reprogramarlo para que se convierta en un ser más benevolente y pacífico. Los dos se dirigen al cerebro del mundo, donde se enfrentan a los zombis Allgod, que ahora incluyen a Wolverine. Noh-Varr puede desarmar a Allgod besando el cerebro del mundo, mostrándole algo de compasión. Inmediatamente después de esto, el agente de Osborn, un zombi robot controlado a distancia, hunde su puño en el cerebro del Mundo, eliminando una parte del cerebro, solo para que Wolverine corte el brazo del robot zombi. Fantomex luego usa un rayo retráctil que le robó al Doctor Doom para encoger el cerebro, y él toma el cerebro para sus propios propósitos actualmente no revelados.

## En otros medios

### Película

#### Saga fílmica deX-Men
Arma X aparece en la serie cinematográfica de X-Men. Esta versión está dirigida por William Stryker y tiene su base en Alkali Lake, Alberta.
- En las películas X-Men y X2, el personaje Wolverine ha participado en el programa Arma X dirigido por William Stryker, pero no tiene memoria. La instalación de Arma X está en Alkali Lake y se destruye cuando falla la presa. Jean Grey retiene el agua permitiendo que los X-Men escapen, pero muere en el proceso. En X-Men: The Last Stand, Alkali es revisitada por Scott Summers, quien se siente atraído telequinéticamente por Alkali. El ve a la Jean renacida que sin darse cuenta lo mata. Logan y Storm son enviados a Alkali Lake para investigar, donde encuentran a Jean como Phoenix.
- Tras el éxito de las tres películas de X-Men, el estudio produjo una película spin-off X-Men Origins: Wolverine. Esta película explica y amplía los orígenes de Logan / Wolverine, incluyendo su tiempo en las instalaciones de Arma X. Explica que Arma X es la décima arma creada por el laboratorio. Cada arma es un mutante vivo mejorado por medios tecnológicos. Al Arma X (Wolverine) se le dan huesos de adamantium para aumentar su durabilidad. Arma XI fue retratado en la película como un Wade Wilson alterado genéticamente interpretado por Scott Adkins y Ryan Reynolds. El Coronel William Stryker también menciona a Arma XI como " Deadpool", debido a tener poderes" combinados "de muchos otros mutantes muertos y / o secuestrados en la película, incluido el factor de curación de Wolverine, las explosiones ópticas de Cyclops, la capacidad de teletransportación de Wraith y la tecnopatía de Chris Bradley. También tiene cuchillas retráctiles que se extienden desde sus brazos. El Arma XI es el antagonista final de la película, después de haber sido alterado genéticamente para convertirse en el asesino mutante definitivo. Wolverine le corta la cabeza, mientras que su espalda se da vuelta luchando contra Sabretooth. En una escena poscréditos de algunas impresiones, su cuerpo luce para y encuentra su cabeza en los escombros, que vuelve a la vida (y gana una boca, que previamente le faltaba).
- Alkali Lake aparece nuevamente en X-Men: Apocalipsis dirigido nuevamente por Stryker. En 1983, él capturó a la Dra. Moira MacTaggert y a miembros de los X-Men, porque eran sospechosos de haber sido los responsables de los repentinos lanzamientos nucleares al espacio por parte del antiguo mutante Apocalipsis. Sin embargo, Jean, Scott y Kurt, quienes se infiltraron en la base, liberaron a Logan encarcelado sobre la base, y él rompió la seguridad de la base, asesinando a los soldados de Stryker y escapó. Los X-Men fueron liberados por Scott y usaron un jet en el hangar para escapar, mientras que más tarde fue asaltado por el personal de Corporación Essex para recuperar lo que quedaba del Programa Arma X.

#### Marvel Cinematic Universe
- En la película de Marvel Cinematic Universe (MCU) de 2008, The Incredible Hulk, se puede ver al General Ross extrayendo un suero experimental de supersoldado creado por el Dr. Reinstein de un laboratorio de almacenamiento en frío donde los contenedores están marcados como "Armas Plus".
- Proyecto: Renacimiento (Arma I) aparece en la película de Marvel Cinematic Universe de 2011 Capitán América: el primer vengador. Renacimiento es un proyecto de la  Reserva Científica Estratégica para crear una nueva línea de supersoldados para su esfuerzo de la Segunda Guerra Mundial contra Red Skull y su división. Comenzó con una colaboración entre científicos estadounidenses, británicos y alemanes dirigidos por el Dr. Abraham Erskine y bajo la supervisión de Peggy Carter, Howard Stark y Chester Phillips.

### Novelas
- En la novela no canónica Wolverine: Violent Tendencies, Arma 0 se conoce como "Arma Null", y es una rama temprana y descartada de un programa de supersoldados completamente diferente del programa Arma Plus de los cómics. Arma Null se centró en la utilización del bioacoplamiento para convertir a los soldados en armas orgánicas autónomas; Las creaciones grotescas requieren un mantenimiento extenso y costoso y condiciones de transporte, por lo que el programa fue archivado. Durante el curso de la novela, Wolverine se encuentra con cuatro de las creaciones más exitosas de Arma Null: "Slammer", "Blowtorch", "Cypher" y "Bipolar".